# Raül Balam Ruscalleda
Raül Balam Ruscalleda (San Pol de Mar, 1976) es un cocinero español.

## Carrera profesional
Hijo de Carme Ruscalleda y de Toni Balam, el 2013, siendo cocinero del restaurante Moments, situado en el Hotel Mandarin Oriental, va obtuvo dos estrellas de la guia Michelin.
En 2020 era chef de dos restaurantes: el Drac de Calella, y el Moments de Barcelona, que dirigía con su madre. Ese mismo año, fue incluido en la lista de «Los 100 gays más influyentes de España» del diario El Mundo, en el puesto 96.

## Vida personal
En marzo de 2013, ingresó en un centro de rehabilitación y dejó el alcohol, la cocaína y todas las sustancias a las que era adicto. En 2020 reconoció sus adicciones, que narró en el documental Camí Lliure.
Es abiertamente homosexual.